# ハンガリーの国章
ハンガリーの国章（ハンガリーのこくしょう）は1990年7月3日に制定された。
1990年までの社会主義的紋章を廃して、ハンガリー王国時代の国章を復活したもの。

## 構成
- 盾は2つに分割されており、左に13世紀のアールパード王家の紋章、右に12世紀以来伝統的なハンガリー王国の紋章が置かれている。
- 左側には13世紀のアールパード王家が用いた赤地に銀の四本縞の紋章が置かれている。
- 右側には、赤地に銀の二重十字（総主教十字）と緑の3つの丘が描かれている。このデザインはハンガリーが支配していたスロバキアの国章にも踏襲されている。この三色の構成は現在の国旗の色のモチーフでもある。国旗において、赤は戦いによって流された血、白は河川、緑は山々の象徴とされている。
- 盾の上には聖イシュトヴァーンの王冠が置かれている。この王冠は単なる権威の象徴ではなく、聖遺物でもあり、ハンガリー建国の記念品であり、ハンガリーそのものの象徴でもある。
- 正面上のバンド部分および、正面のエナメル画はキリストである。中央左には大天使ミカエル、右には大天使ガブリエルの絵、左端に聖ゲオルギウス、右端に聖ドミトリウスが描かれている。正面の青い宝石はアクアマリン、赤い宝石はガーネットである。

## 概要

アールパード朝の旗(9世紀 – 1301年)。赤と白の縞は今日のハンガリーの国章に使用されている。

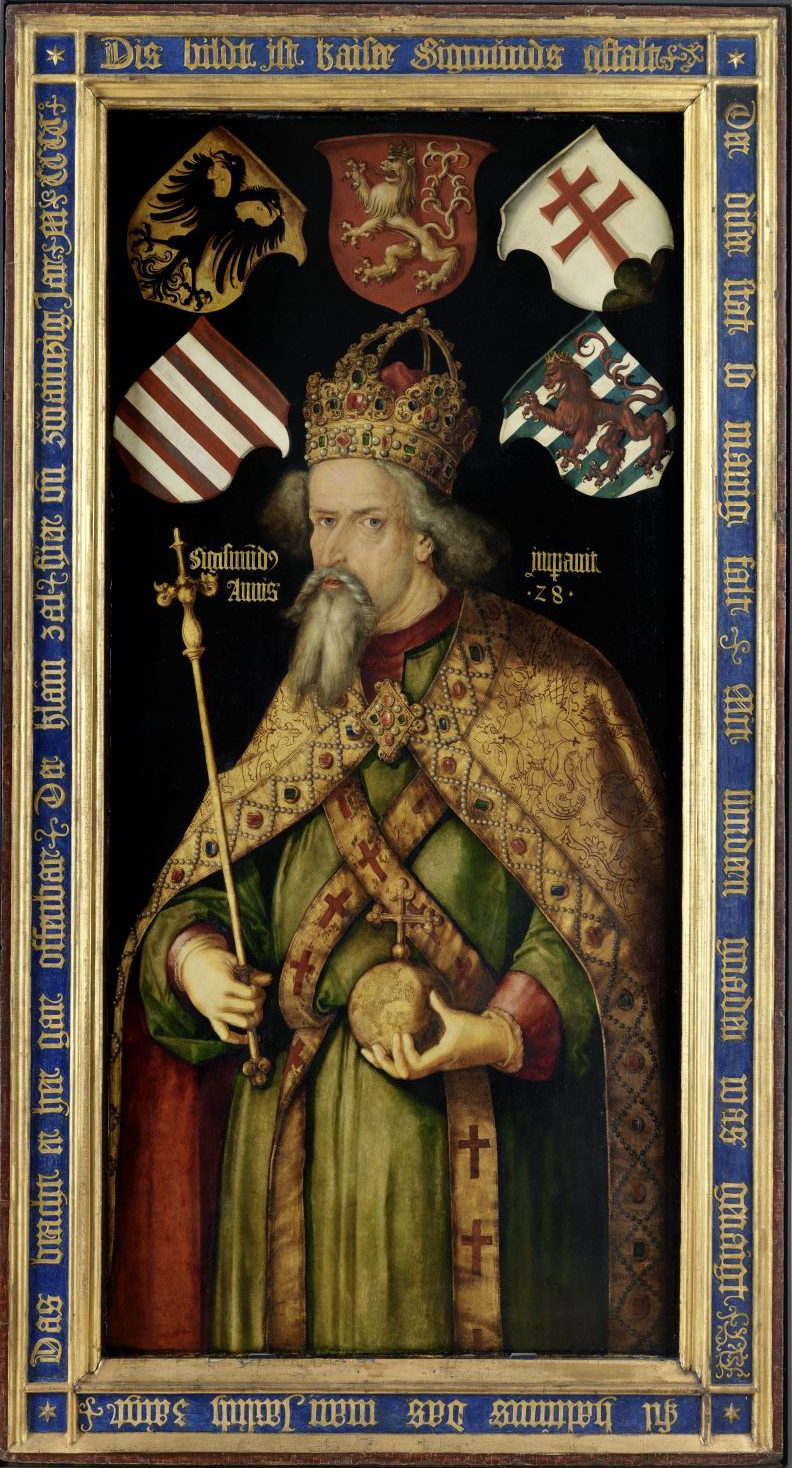
ジギスムント（アルブレヒト・デューラーによる16世紀の作）
神聖ローマ皇帝、ボヘミア王、ハンガリー王、ルクセンブルク公など5つの紋章が描かれている。

12世紀頃のハンガリー王国の紋章は、赤い盾に銀でビザンツ帝国に由来する改宗のシンボル、ペイトゥリアーカルの十字（二重十字）を描き、聖イシュトヴァーンの王冠を被せたものであった。この頃、王冠の上の十字はまだ直立していた。
13世紀にアールパード王家が、赤地に4つの川（ドナウ川、ティサ川、ドラーヴァ川、サヴァ川）を表す4本の銀の縞を置く「アールパード・ストライプ」を紋章とする。アールパード・ストライプは現在盾の左に描かれている。
14世紀に二重十字の下に緑の3つの丘と小さな金の王冠が描き加えられるようになった。この丘は、タトラ山、ファトラ山、マートラ山の三山を象徴していると考えられている。この紋章は現在盾の右側に描かれている。タトラ山脈と大ファトラ山脈は現在スロバキア領内となっており、マートラ山地だけがハンガリー領内にある。
18世紀に聖イシュトヴァーン王冠の上の十字が傾く。理由は不明だが、これは現在まで踏襲されている。17世紀に実際の聖イシュトヴァーン王冠頂上の十字架が曲がったことが原因と思われる。
19世紀に、ハプスブルク家のもと、現在の国章のスタイルが完成した。
1849年、革命の中で、コシュート・ラヨシュによって紋章から王冠が取り外される。
1949年、ソ連の支配下で、麦の束に麦の穂とハンマーが交差する上に共産主義の赤い星が輝く社会主義的な国章デザインを制定。
1957年、ハンガリー動乱を受けて、国民感情緩和のため、麦の穂とハンマーに代えてハンガリー国旗の赤白緑に塗られた盾が麦の束の中心に置かれた。
1990年、19世紀の紋章を復活。

### ギャラリー
ハンガリー王国に由来する国章

オーストリア帝国の領邦としての国章。
コシュート・ラヨシュが1848年革命の際に制定した国章。
オーストリア＝ハンガリー二重帝国のうちの聖イシュトヴァーンの王冠諸邦の紋章。
ハンガリー第一共和国 (1918-1919) 時代の国章。
ハンガリー王国 (1920-1946) 時代の国章。
1944年に矢十字党が政権を握った際に制定された国章。
第二次大戦後のハンガリー第二共和国 (1946-1949) で使用された国章。1848年革命時の国章が元になっている。

社会主義時代の国章

1919年に成立したハンガリー・ソビエト共和国では国章は制定されず、代わりに共産主義の象徴である赤い星が使用された。
1949年にハンガリー人民共和国が成立してから1956年までの国章。
1956年のハンガリー動乱時に制定された国章。1946年のものを復活させている。
1957年から1989年までの国章。